# هيديكي كونو
هيديكي كونو (باليابانية: 紺野秀樹) (باليابانية: 紺野 秀樹)، من مواليد 13 مايو 1965م، وهو منتج ومطور لعبة فيديو ياباني، كان من أرز المساهمين لتطوير لعبة ماريو كارت، وقضى وقتاً طويلاً للعب لأنظمة نينتندو إنترتينمنت سيستم.